# البلوسوم توينز
```
لوسي اوشترفيلد
 
وكيلي شارب
 (ولدتا في 18 فبراير 1988)، هن 
التوأم
 
مصارعة محترفين
 انجليز، المعروفات ب
أسماء حلبة
 
هانا بلوسوم
 و 
هولي بلوسوم
 على التوالي.
[
3
]
 ، التي يشار إليهن مجتمعتين معا 
باسم التوائم بلوسوم أو بلوسوم توينز.
```

## حياتهن مبكرة
نشأتا التوأم في ستوكبورت، مانشستر الكبرى، حيث التحقن بمدرسة سانت وينيفريد الابتدائية في آرسي الابتدائية. لديهن أخ. أصبح كلاهن من محبي المصارعة المحترفين في عمر 12 عامًا، وقد أعجبوا بالهاردي بويز.

## مهنة المصارعة المحترفين
كلا بدأت التوائم نوت التدريب عندما كانوا 15، ولاول ظهرتا لأول في المصارعة في سن ال 16.

### اتحادات المصارعة الإنجليزية (2005-2013)
في 4 مايو 2008، ظهر فريق البلوسوم توينز في عرض ChickFight X ، حيث هزموا جايد ومايا. في عرض ChickFight XI ، خسروا أمام جيتا و ويسنا.

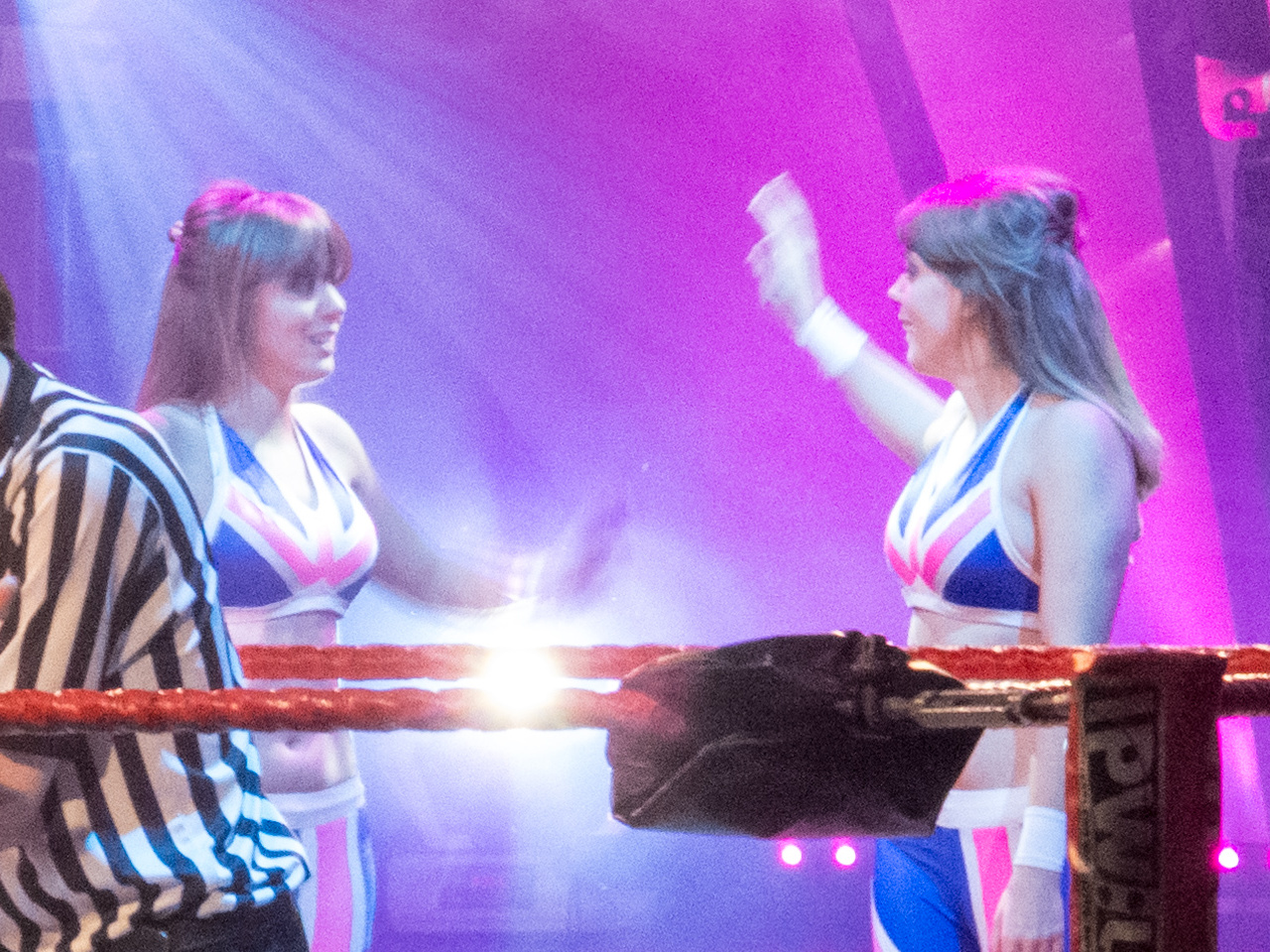
ذا بلوسوم توينز في اتحدي عروض IPW: المملكة المتحدة

في عام 2008، في جيني نورتون، فازت الاختين بلوسوم على سي جي بانكس CJ Banks وداني هوب. في 19 سبتمبر، تعاونوا مع بابليجام لهزيمة جينيريشن اس.أي.اكس (براد فلاش، بريت فالنتين، ميكي ريوت). في 10 أكتوبر، فازت البلوسوم توينز وترافيس ذا ميانيز على بريت فالنتين وبراد فلاش وبرينس أمين. في 27 فبراير 2011، في عرض Futureshock Wrestling ، البلوسوم توينز هزمن بيكي جيمس وتشارلي كوين. في 30 أبريل 2011، واجهت هانا بلوسوم ميكي جيمس لتحديد أول بطلة لاتحاد Covey Pro النسائية الافتتاحية، لكنها لم تنجح في الفوز بالبطولة.
في 8 فبراير 2012، ظهر البلوسوم توينز لأول مرة في اتحاد برو ريسلينج : ايف، كمشاركين في بطولة ملكة الحلبة التي تضم ثماني نساء. تم استبعاد هانا من البطولة من قبل نيكي ستورم في أول جولة لها، في حين انتهت مباراة هولي ضد سارة ماري تايلور بDQ مزدوج بسبب تدخل كل من هانا وشريكة تايلور في الفريق كارميل جاكوبس، وتم واستبعدتهما من البطولة. في وقت لاحق أثناء البي بي في فازت تايلور وجاكوبس، المعروف باسم ذا جلامور جيم على فريق ذا بلوسوم توينز في مباراة فريق.

### أوهايو وادي المصارعة (2009-2014)
في 7 أكتوبر 2009، ظهرت هانا لأول مرة في أوهايو فالي ريسلنغ (OVW). واجهت ابيفانيا علي بطولة OVW النساء في أول مباراة لها. لقد فازت بالمباراة والبطولة. بعد شهرين تقريبًا، دافعت عن البطولة ضد جوزي، التي فازت بالمباراة من خلال تثبيت هولي، التي كانت تساعد أختها بشكل غير قانوني. بعد أربعة أيام، تم إعادة البطولة إلى هانا نتيجة لذلك. حملت هانا البطولة لمدة أسبوعين فقط، قبل أن تهزمها جوسي في 16 ديسمبر.
في عام 2010، تحولت البلوسوم على وجهها لإنقاذ جوزي من هجوم سي جي لين وابيفانيا وتارين شاي في الـحلقة OVW 551 . شارك الستة في مباراة فرق يوم 28 فبراير، في عرض OVW Retribution الذي فاز بلوسوم وجوزي. في الحلقة 555 من OVW ، فازت هولي على تارين شاي. في الحلقة 556 من OVW ، ابيفانيا هزمت هانا. بعد المباراة هاجمتها سي جي لين، مما دفع هولي لتحديها على اللقب. ومع ذلك، في OVW في عرض يوم 24 أبريل، خسرت أمام لين. فازت هولي بلوسوم باللقب للمرة الثانية، بعد أن هزمت تارين شاي في 31 يوليو، في عرض OVW Futureshock 2 .

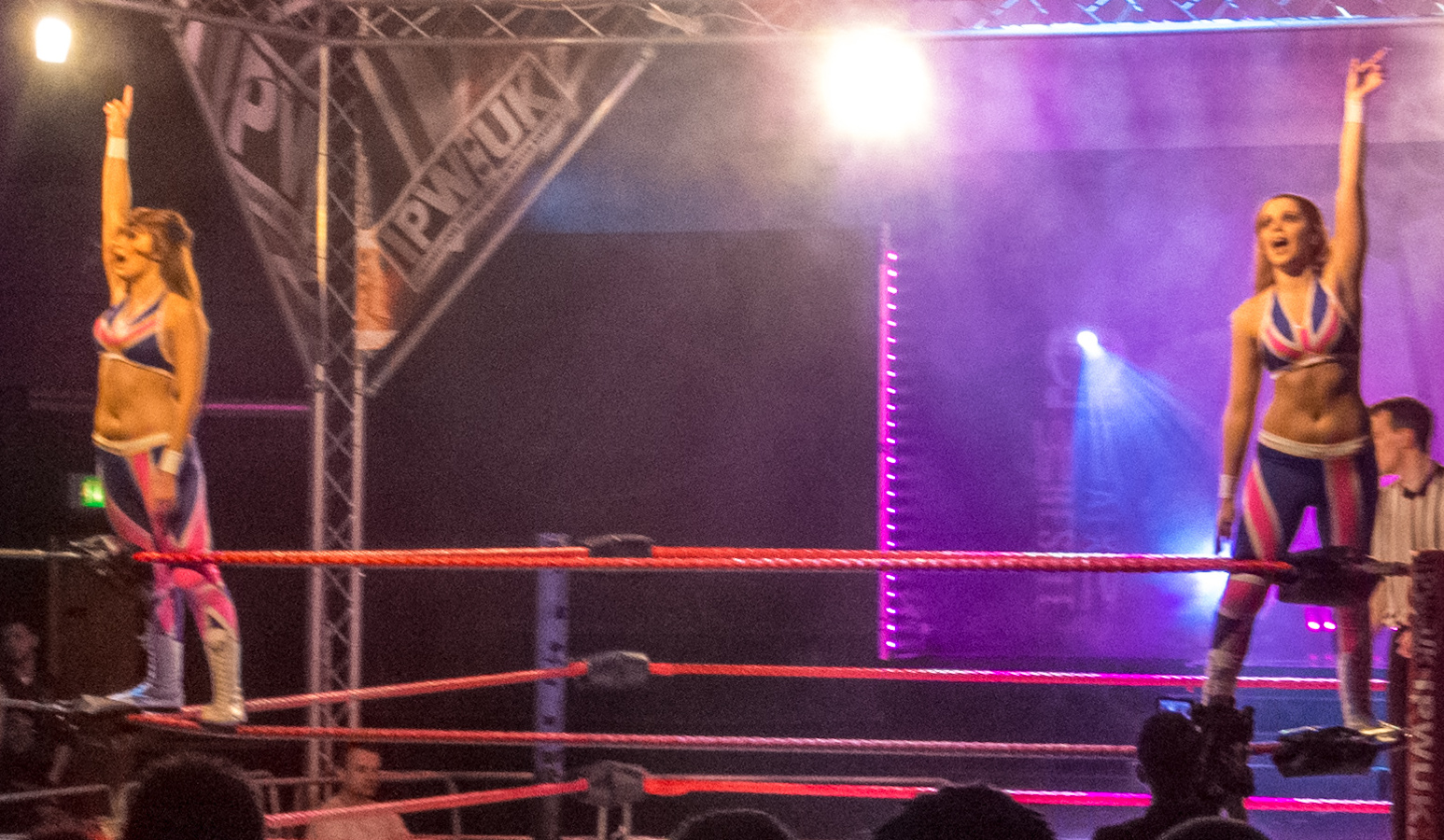
التوائم بلوسوم في عام 2012

خسرت اللقب لصالح ليدي جوجو (سابقًا جوزي) في 28 أغسطس، في OVW Summer Scorcher . في نهاية عام 2010، سرعان ما بدأ الثنائي منافسة نصية مع ليدي جوجو وتارين شاي، مما أدى إلى مباراة الخاسر يغادر اتحاد OVW في OVW Saturday Night Special في 11 نوفمبر، والتي خسروها وأجبروا على مغادرة OVW.
في 19 مارس 2011 في حلقة OVW 604 ، هزمت ليدي جوجو سي جي لين للحفاظ على لقبها. بعد المباراة واصلت ليدي جوجو وتارين شاي هجومها على سي جي لين عندما خرجت البلوسوم توينز حيث هاجمن جوجو وشاي لمساعدة سي جي لين. في وقت لاحق تم إعلان أن البلوسوم توينز رجعن رسميًا إلى OVW. في أبريل، بدأوا في منافسة مع ذا سموزير تويست دوترس (جيسي بيل وازا بيل سموثيرس). واجه الفريقان بعضهما البعض في 30 أبريل، في حلقة OVW 610 ، التي فاز فيها البلوسوم. في 7 مايو، في الحلقة 611 من OVW ، تعاونت البلوسوم مع جوني سبيد لهزيمة ذا سموثيرس وشيلوه جونز في مباراة فرق مختلطة من ستة أشخاص. واجه الفريقان مرة أخرى، هذه المرة كمصارعين محبوبين في الحلقة 625 في 13 أغسطس، حيث خسر ذا بلوسومز.
بعد غياب لمدة عام واحد، عاد فريق البلوسوم إلى الاتحاد في حلقة 687 لـ OVW في 20 أكتوبر 2012 بعد فوزها على جوزيت بينوم وتايلر هندريكس في مباراة فرق. في الإصدار 24 أكتوبر من حلقة OVW 688 ، تعاونت ذا بلوسوم توينز مع جيسي بيل سميذرز وهايدي لوفليس في محاولة فائزة لهزيمة ايبفانيا وهندريكس وكيلا كايلا وبينوم. عادتا مرة اخري إلى OVW في إصدار 6 مارس 2012 الحلقة OVW 707 ، حيث هزموا هندركس ولوفلي ليلا في مباراة مظلمة على الرغم من هجوم ما قبل المباراة. واصلت الفتيات العمل في المباريات المظلمة في سواء مباريات فردية أو الفرق حتى حلقة 18 مايو 2012 حيث عملوا في العرض المباشر وفازوا في مباراة علامة ضد لوفلي ليلا ونيكي سان جون
في الإصدار 3 يوليو الحلقة 724 من OVW ، هزمت هانا تايلر هندريكس في مباراة مظلمة قبل العرض. خلال الحلقة، واجهت هولي أمام ليد تابا، الذي انتهى في بدون فائزة، عندما جاء إبيفانيا إلى الحلبة وتحدى تابا في مباراة. في نسخة 17 يوليو من الحلقة 726 ، في مباراة مظلمة ما قبل العرض، تعاونت فرقة ذا البلوسوم مع هيدي لوفلاس في جهد ناجح فاز على لوفلي ليلا وذا مين جيرلز (هاندركس واينفي) بعد ليلا.
في عرض 21 سبتمبر الحلقة 735، فازت هانا قاتلة رباعية مباراة سلم للفوز ببطولة النساء OVW للمرة الثالثة، في حين تحول أيضا لمصارعة مكروهة عندما طرقت هولي امام السلم ليحصل على لقب. في عرض Saturday Night Special في 5 أكتوبر، فقدت هانا اللقب أمام ليد طابا، منهية حكمها الذي استمر 17 يومًا. في 7 يناير 2014، أعلن التوأم أنهما يأخذان قسطًا من الراحة من المصارعة ويعلنان أنهما لم يعدا جزءًا من OVW وأخذوا وقتًا طويلاً في المصارعة.

### توتال نون ستوب اكشن (منذ 2012 الي 2014)

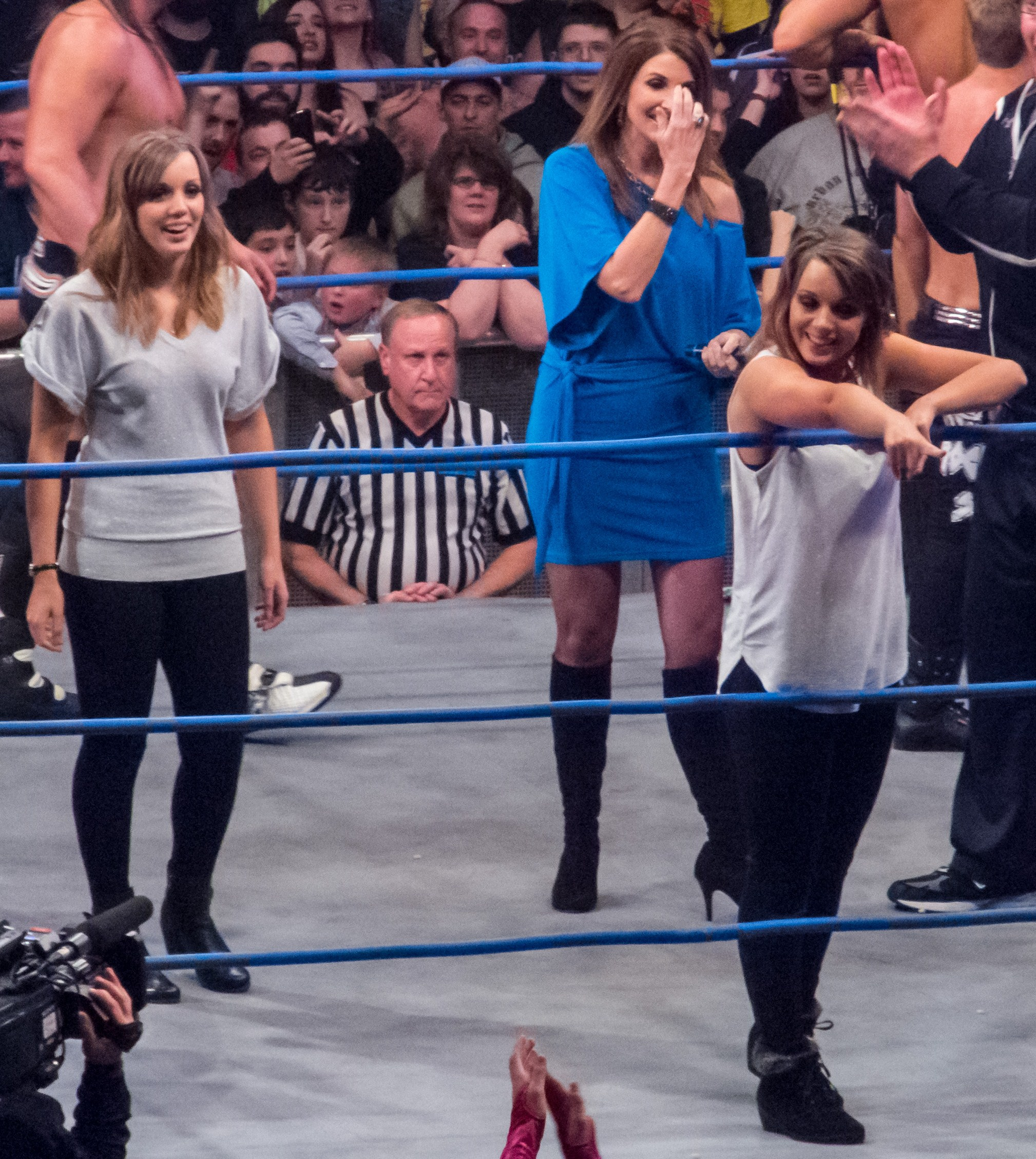
فريق البلوسوم توينز في TNA

في عام 2012، تم الإعلان عن مشاركة البلوسوم توينز في برنامج تشالنيج تي في الواقع برنامج TNA بريتش بوت كامب ، إلى جانب روك ستار سبود ومارتي سكورول كمتسابقين يتنافسان على عقد مع توتال نون ستوب اكشن  بدأ العرض في 1 يناير وانتهى في 22 يناير 2013. في الحلقة الثالثة، شوهد البلوسوم في حفل قاعة المشاهير مع مارتي سكورل. في الحلقة الأخيرة، واجه البلوسوم توينز جيل كيم وماديسون راين ليثبتوا لهولك هوجان وديكسى كارتر أنهم يستحقون الفوز، لكن روك ستار سبود تم اختياره كفائز في الموسم الأول من البرنامج.
عاد البلوسوم في حلقة 14 فبراير 2013 من الامباكت ريسيلنج ، كفريق واحد مع مارتي سكورل ضد جيل وتارا وجيسي في مباراة فرق مختلط من ستة أشخاص. انتهت المباراة بعد أن ثبتت كيم أحد التوائم للحصول على النصر لفريقها. في الحلقة الأولى من TNA باك ستيدج باك  في مقطع داخلي مع Dixie Carter ، تم التأكيد على أن البلوسوم قد وقعوا على عقد. ستشارك هانا في أحداث One Night Only ، حيث تشارك في كل من Knockout Knockdown و TNA World Cup of Wrestling كجزء من فريق المملكة المتحدة. في حدث Knockout Knockdown ، حيث فازت على تايلر هندركس وسوجورنور بولت في مباراة تهديد ثلاثية تتقدم إلى المعركة الملكية فاز بها جيل كيم. في حدث كأس العالم للمصارعة TNA ، هُزمت من قبل فريق ليد تابا من الفريق الدولي.
في حلقة 14 من نوفمبر من الامباكت ريسلينج  ، عادت هانا إلى بلدها، مستجيبة للتحدي المفتوح لبطولة النوك اوتس ضد غيل كيم ولكنها خسرت امامها.
في 7 يناير 2014، أعلن التوأم أنهما كانا يقضيان وقتًا طويلاً في المصارعة، وأعلنا عن مغادرتهما من TNA.

## وسائل الإعلام الأخرى
ظهرتا البلوسوم توينز في A League of Own ، حيث صارعا الممثل الكوميدي ميكي فلاناغان. تم إصدار رواية رومانسية من قبل لوسي لأول مرة بعنوان «كيف تصنع بداية جديدة» وتم طرحها للطلبات المسبقة في سبتمبر 2018.

## الحياة الشخصية
يعمل كلا التوأم Knott كمساعدين لتدريس في مدرسة ابتدائية في مدينة Stockport ، مانشستر الكبرى. يصفان التوأمان بأنهن «فتيات أصحاء»  الفتيات اللواتي يعشقن الخبز، وهما معروفان بتسليم الكعك محلي الصنع إلى الجمهور قبل المباريات.
كيلي متزوجة من كريس شارب، حاكم مصارعة المحترفين الذي يعمل مع OVW. لوسي متزوجة من كريس سيلفيو، وهو مصارع سابق في OVW.

## البطولات والإنجازات
- أوهايوفالي ريسلينج
  - بطولة OVW للسيدات (4 مرات) - هانا (3) وهولي (1) [9]